# Тель-Йосеф
Тель-Йосеф (ивр. תֵּל יוֹסֵף‎) — кибуц в Израиле.

## Географические сведения
Тель-Йосеф расположен в Изреельской долине, рядом с Эйн-Хародом. Площадь кибуца — 1500 га, население — 550 человек (на 2016). Входит в региональный совет Гильбоа.

## Население
По данным Центрального статистического бюро Израиля, население на начало 2020 года составляло 560 человек.

## История и современное состояние
Основан в 1921 группой членов Гдуд ха-авода, назван в память Иосифа Владимировича (Йосефа Вольфовича) Трумпельдора. Вначале кибуц находился у подножия горного хребта Гильбоа, на нынешнее место переместился в 1929. В 1936—1939, во время арабских беспорядков, служил базой поселенческой программы «Стена и башня».
Развита промышленность — завод по производству сельскохозяйственных машин, типография; другие отрасли хозяйства: молочное животноводство и завод компании «Тнува» по производству молочной продукции, полеводство (включая хлопководство), садоводство (цитрусовые, маслины) и прочее.
Есть школа ОРТ, дом-музей И. В. Трумпельдора и архивы Гдуд ха-авода, третьей алии и кибуцного движения. Экспозиции музея рассказывают о событиях периода третьей алии.